# ティエウホア県
ティエウホア県（ティエウホアけん、ベトナム語：Huyện Thiệu Hóa / 縣紹化? ）は、ベトナム社会主義共和国タインホア省の県。面積は160.68km²、人口は183,560人（2018年）である。

## 行政区画
1市鎮24社を管轄する。